# Saint-André-des-Eaux (Côtes-d'Armor)
Saint-André-des-Eaux è un comune francese di 258 abitanti situato nel dipartimento delle Côtes-d'Armor nella regione della Bretagna.

## Società

### Evoluzione demografica
Abitanti censiti